# Матч за звання чемпіона світу із шахів 1892
23°08′12″ пн. ш. 82°21′32″ зх. д. / 23.1367° пн. ш. 82.3589° зх. д.
|   | a | b | c | d | e | f | g | h |   |
| 8 | a7 чорний пішак · b7 чорний пішак · e7 біла тура · h7 чорний пішак · d6 білий слон · e6 білий кінь · f6 чорний король · g6 чорний слон · d5 білий пішак · f5 чорний пішак · h4 чорний пішак · a2 білий пішак · b2 білий пішак · d2 чорна тура · e2 чорна тура · h2 білий пішак · f1 біла тура · h1 білий король | a7 чорний пішак · b7 чорний пішак · e7 біла тура · h7 чорний пішак · d6 білий слон · e6 білий кінь · f6 чорний король · g6 чорний слон · d5 білий пішак · f5 чорний пішак · h4 чорний пішак · a2 білий пішак · b2 білий пішак · d2 чорна тура · e2 чорна тура · h2 білий пішак · f1 біла тура · h1 білий король | a7 чорний пішак · b7 чорний пішак · e7 біла тура · h7 чорний пішак · d6 білий слон · e6 білий кінь · f6 чорний король · g6 чорний слон · d5 білий пішак · f5 чорний пішак · h4 чорний пішак · a2 білий пішак · b2 білий пішак · d2 чорна тура · e2 чорна тура · h2 білий пішак · f1 біла тура · h1 білий король | a7 чорний пішак · b7 чорний пішак · e7 біла тура · h7 чорний пішак · d6 білий слон · e6 білий кінь · f6 чорний король · g6 чорний слон · d5 білий пішак · f5 чорний пішак · h4 чорний пішак · a2 білий пішак · b2 білий пішак · d2 чорна тура · e2 чорна тура · h2 білий пішак · f1 біла тура · h1 білий король | a7 чорний пішак · b7 чорний пішак · e7 біла тура · h7 чорний пішак · d6 білий слон · e6 білий кінь · f6 чорний король · g6 чорний слон · d5 білий пішак · f5 чорний пішак · h4 чорний пішак · a2 білий пішак · b2 білий пішак · d2 чорна тура · e2 чорна тура · h2 білий пішак · f1 біла тура · h1 білий король | a7 чорний пішак · b7 чорний пішак · e7 біла тура · h7 чорний пішак · d6 білий слон · e6 білий кінь · f6 чорний король · g6 чорний слон · d5 білий пішак · f5 чорний пішак · h4 чорний пішак · a2 білий пішак · b2 білий пішак · d2 чорна тура · e2 чорна тура · h2 білий пішак · f1 біла тура · h1 білий король | a7 чорний пішак · b7 чорний пішак · e7 біла тура · h7 чорний пішак · d6 білий слон · e6 білий кінь · f6 чорний король · g6 чорний слон · d5 білий пішак · f5 чорний пішак · h4 чорний пішак · a2 білий пішак · b2 білий пішак · d2 чорна тура · e2 чорна тура · h2 білий пішак · f1 біла тура · h1 білий король | a7 чорний пішак · b7 чорний пішак · e7 біла тура · h7 чорний пішак · d6 білий слон · e6 білий кінь · f6 чорний король · g6 чорний слон · d5 білий пішак · f5 чорний пішак · h4 чорний пішак · a2 білий пішак · b2 білий пішак · d2 чорна тура · e2 чорна тура · h2 білий пішак · f1 біла тура · h1 білий король | 8 |
| 7 | a7 чорний пішак · b7 чорний пішак · e7 біла тура · h7 чорний пішак · d6 білий слон · e6 білий кінь · f6 чорний король · g6 чорний слон · d5 білий пішак · f5 чорний пішак · h4 чорний пішак · a2 білий пішак · b2 білий пішак · d2 чорна тура · e2 чорна тура · h2 білий пішак · f1 біла тура · h1 білий король | a7 чорний пішак · b7 чорний пішак · e7 біла тура · h7 чорний пішак · d6 білий слон · e6 білий кінь · f6 чорний король · g6 чорний слон · d5 білий пішак · f5 чорний пішак · h4 чорний пішак · a2 білий пішак · b2 білий пішак · d2 чорна тура · e2 чорна тура · h2 білий пішак · f1 біла тура · h1 білий король | a7 чорний пішак · b7 чорний пішак · e7 біла тура · h7 чорний пішак · d6 білий слон · e6 білий кінь · f6 чорний король · g6 чорний слон · d5 білий пішак · f5 чорний пішак · h4 чорний пішак · a2 білий пішак · b2 білий пішак · d2 чорна тура · e2 чорна тура · h2 білий пішак · f1 біла тура · h1 білий король | a7 чорний пішак · b7 чорний пішак · e7 біла тура · h7 чорний пішак · d6 білий слон · e6 білий кінь · f6 чорний король · g6 чорний слон · d5 білий пішак · f5 чорний пішак · h4 чорний пішак · a2 білий пішак · b2 білий пішак · d2 чорна тура · e2 чорна тура · h2 білий пішак · f1 біла тура · h1 білий король | a7 чорний пішак · b7 чорний пішак · e7 біла тура · h7 чорний пішак · d6 білий слон · e6 білий кінь · f6 чорний король · g6 чорний слон · d5 білий пішак · f5 чорний пішак · h4 чорний пішак · a2 білий пішак · b2 білий пішак · d2 чорна тура · e2 чорна тура · h2 білий пішак · f1 біла тура · h1 білий король | a7 чорний пішак · b7 чорний пішак · e7 біла тура · h7 чорний пішак · d6 білий слон · e6 білий кінь · f6 чорний король · g6 чорний слон · d5 білий пішак · f5 чорний пішак · h4 чорний пішак · a2 білий пішак · b2 білий пішак · d2 чорна тура · e2 чорна тура · h2 білий пішак · f1 біла тура · h1 білий король | a7 чорний пішак · b7 чорний пішак · e7 біла тура · h7 чорний пішак · d6 білий слон · e6 білий кінь · f6 чорний король · g6 чорний слон · d5 білий пішак · f5 чорний пішак · h4 чорний пішак · a2 білий пішак · b2 білий пішак · d2 чорна тура · e2 чорна тура · h2 білий пішак · f1 біла тура · h1 білий король | a7 чорний пішак · b7 чорний пішак · e7 біла тура · h7 чорний пішак · d6 білий слон · e6 білий кінь · f6 чорний король · g6 чорний слон · d5 білий пішак · f5 чорний пішак · h4 чорний пішак · a2 білий пішак · b2 білий пішак · d2 чорна тура · e2 чорна тура · h2 білий пішак · f1 біла тура · h1 білий король | 7 |
| 6 | a7 чорний пішак · b7 чорний пішак · e7 біла тура · h7 чорний пішак · d6 білий слон · e6 білий кінь · f6 чорний король · g6 чорний слон · d5 білий пішак · f5 чорний пішак · h4 чорний пішак · a2 білий пішак · b2 білий пішак · d2 чорна тура · e2 чорна тура · h2 білий пішак · f1 біла тура · h1 білий король | a7 чорний пішак · b7 чорний пішак · e7 біла тура · h7 чорний пішак · d6 білий слон · e6 білий кінь · f6 чорний король · g6 чорний слон · d5 білий пішак · f5 чорний пішак · h4 чорний пішак · a2 білий пішак · b2 білий пішак · d2 чорна тура · e2 чорна тура · h2 білий пішак · f1 біла тура · h1 білий король | a7 чорний пішак · b7 чорний пішак · e7 біла тура · h7 чорний пішак · d6 білий слон · e6 білий кінь · f6 чорний король · g6 чорний слон · d5 білий пішак · f5 чорний пішак · h4 чорний пішак · a2 білий пішак · b2 білий пішак · d2 чорна тура · e2 чорна тура · h2 білий пішак · f1 біла тура · h1 білий король | a7 чорний пішак · b7 чорний пішак · e7 біла тура · h7 чорний пішак · d6 білий слон · e6 білий кінь · f6 чорний король · g6 чорний слон · d5 білий пішак · f5 чорний пішак · h4 чорний пішак · a2 білий пішак · b2 білий пішак · d2 чорна тура · e2 чорна тура · h2 білий пішак · f1 біла тура · h1 білий король | a7 чорний пішак · b7 чорний пішак · e7 біла тура · h7 чорний пішак · d6 білий слон · e6 білий кінь · f6 чорний король · g6 чорний слон · d5 білий пішак · f5 чорний пішак · h4 чорний пішак · a2 білий пішак · b2 білий пішак · d2 чорна тура · e2 чорна тура · h2 білий пішак · f1 біла тура · h1 білий король | a7 чорний пішак · b7 чорний пішак · e7 біла тура · h7 чорний пішак · d6 білий слон · e6 білий кінь · f6 чорний король · g6 чорний слон · d5 білий пішак · f5 чорний пішак · h4 чорний пішак · a2 білий пішак · b2 білий пішак · d2 чорна тура · e2 чорна тура · h2 білий пішак · f1 біла тура · h1 білий король | a7 чорний пішак · b7 чорний пішак · e7 біла тура · h7 чорний пішак · d6 білий слон · e6 білий кінь · f6 чорний король · g6 чорний слон · d5 білий пішак · f5 чорний пішак · h4 чорний пішак · a2 білий пішак · b2 білий пішак · d2 чорна тура · e2 чорна тура · h2 білий пішак · f1 біла тура · h1 білий король | a7 чорний пішак · b7 чорний пішак · e7 біла тура · h7 чорний пішак · d6 білий слон · e6 білий кінь · f6 чорний король · g6 чорний слон · d5 білий пішак · f5 чорний пішак · h4 чорний пішак · a2 білий пішак · b2 білий пішак · d2 чорна тура · e2 чорна тура · h2 білий пішак · f1 біла тура · h1 білий король | 6 |
| 5 | a7 чорний пішак · b7 чорний пішак · e7 біла тура · h7 чорний пішак · d6 білий слон · e6 білий кінь · f6 чорний король · g6 чорний слон · d5 білий пішак · f5 чорний пішак · h4 чорний пішак · a2 білий пішак · b2 білий пішак · d2 чорна тура · e2 чорна тура · h2 білий пішак · f1 біла тура · h1 білий король | a7 чорний пішак · b7 чорний пішак · e7 біла тура · h7 чорний пішак · d6 білий слон · e6 білий кінь · f6 чорний король · g6 чорний слон · d5 білий пішак · f5 чорний пішак · h4 чорний пішак · a2 білий пішак · b2 білий пішак · d2 чорна тура · e2 чорна тура · h2 білий пішак · f1 біла тура · h1 білий король | a7 чорний пішак · b7 чорний пішак · e7 біла тура · h7 чорний пішак · d6 білий слон · e6 білий кінь · f6 чорний король · g6 чорний слон · d5 білий пішак · f5 чорний пішак · h4 чорний пішак · a2 білий пішак · b2 білий пішак · d2 чорна тура · e2 чорна тура · h2 білий пішак · f1 біла тура · h1 білий король | a7 чорний пішак · b7 чорний пішак · e7 біла тура · h7 чорний пішак · d6 білий слон · e6 білий кінь · f6 чорний король · g6 чорний слон · d5 білий пішак · f5 чорний пішак · h4 чорний пішак · a2 білий пішак · b2 білий пішак · d2 чорна тура · e2 чорна тура · h2 білий пішак · f1 біла тура · h1 білий король | a7 чорний пішак · b7 чорний пішак · e7 біла тура · h7 чорний пішак · d6 білий слон · e6 білий кінь · f6 чорний король · g6 чорний слон · d5 білий пішак · f5 чорний пішак · h4 чорний пішак · a2 білий пішак · b2 білий пішак · d2 чорна тура · e2 чорна тура · h2 білий пішак · f1 біла тура · h1 білий король | a7 чорний пішак · b7 чорний пішак · e7 біла тура · h7 чорний пішак · d6 білий слон · e6 білий кінь · f6 чорний король · g6 чорний слон · d5 білий пішак · f5 чорний пішак · h4 чорний пішак · a2 білий пішак · b2 білий пішак · d2 чорна тура · e2 чорна тура · h2 білий пішак · f1 біла тура · h1 білий король | a7 чорний пішак · b7 чорний пішак · e7 біла тура · h7 чорний пішак · d6 білий слон · e6 білий кінь · f6 чорний король · g6 чорний слон · d5 білий пішак · f5 чорний пішак · h4 чорний пішак · a2 білий пішак · b2 білий пішак · d2 чорна тура · e2 чорна тура · h2 білий пішак · f1 біла тура · h1 білий король | a7 чорний пішак · b7 чорний пішак · e7 біла тура · h7 чорний пішак · d6 білий слон · e6 білий кінь · f6 чорний король · g6 чорний слон · d5 білий пішак · f5 чорний пішак · h4 чорний пішак · a2 білий пішак · b2 білий пішак · d2 чорна тура · e2 чорна тура · h2 білий пішак · f1 біла тура · h1 білий король | 5 |
| 4 | a7 чорний пішак · b7 чорний пішак · e7 біла тура · h7 чорний пішак · d6 білий слон · e6 білий кінь · f6 чорний король · g6 чорний слон · d5 білий пішак · f5 чорний пішак · h4 чорний пішак · a2 білий пішак · b2 білий пішак · d2 чорна тура · e2 чорна тура · h2 білий пішак · f1 біла тура · h1 білий король | a7 чорний пішак · b7 чорний пішак · e7 біла тура · h7 чорний пішак · d6 білий слон · e6 білий кінь · f6 чорний король · g6 чорний слон · d5 білий пішак · f5 чорний пішак · h4 чорний пішак · a2 білий пішак · b2 білий пішак · d2 чорна тура · e2 чорна тура · h2 білий пішак · f1 біла тура · h1 білий король | a7 чорний пішак · b7 чорний пішак · e7 біла тура · h7 чорний пішак · d6 білий слон · e6 білий кінь · f6 чорний король · g6 чорний слон · d5 білий пішак · f5 чорний пішак · h4 чорний пішак · a2 білий пішак · b2 білий пішак · d2 чорна тура · e2 чорна тура · h2 білий пішак · f1 біла тура · h1 білий король | a7 чорний пішак · b7 чорний пішак · e7 біла тура · h7 чорний пішак · d6 білий слон · e6 білий кінь · f6 чорний король · g6 чорний слон · d5 білий пішак · f5 чорний пішак · h4 чорний пішак · a2 білий пішак · b2 білий пішак · d2 чорна тура · e2 чорна тура · h2 білий пішак · f1 біла тура · h1 білий король | a7 чорний пішак · b7 чорний пішак · e7 біла тура · h7 чорний пішак · d6 білий слон · e6 білий кінь · f6 чорний король · g6 чорний слон · d5 білий пішак · f5 чорний пішак · h4 чорний пішак · a2 білий пішак · b2 білий пішак · d2 чорна тура · e2 чорна тура · h2 білий пішак · f1 біла тура · h1 білий король | a7 чорний пішак · b7 чорний пішак · e7 біла тура · h7 чорний пішак · d6 білий слон · e6 білий кінь · f6 чорний король · g6 чорний слон · d5 білий пішак · f5 чорний пішак · h4 чорний пішак · a2 білий пішак · b2 білий пішак · d2 чорна тура · e2 чорна тура · h2 білий пішак · f1 біла тура · h1 білий король | a7 чорний пішак · b7 чорний пішак · e7 біла тура · h7 чорний пішак · d6 білий слон · e6 білий кінь · f6 чорний король · g6 чорний слон · d5 білий пішак · f5 чорний пішак · h4 чорний пішак · a2 білий пішак · b2 білий пішак · d2 чорна тура · e2 чорна тура · h2 білий пішак · f1 біла тура · h1 білий король | a7 чорний пішак · b7 чорний пішак · e7 біла тура · h7 чорний пішак · d6 білий слон · e6 білий кінь · f6 чорний король · g6 чорний слон · d5 білий пішак · f5 чорний пішак · h4 чорний пішак · a2 білий пішак · b2 білий пішак · d2 чорна тура · e2 чорна тура · h2 білий пішак · f1 біла тура · h1 білий король | 4 |
| 3 | a7 чорний пішак · b7 чорний пішак · e7 біла тура · h7 чорний пішак · d6 білий слон · e6 білий кінь · f6 чорний король · g6 чорний слон · d5 білий пішак · f5 чорний пішак · h4 чорний пішак · a2 білий пішак · b2 білий пішак · d2 чорна тура · e2 чорна тура · h2 білий пішак · f1 біла тура · h1 білий король | a7 чорний пішак · b7 чорний пішак · e7 біла тура · h7 чорний пішак · d6 білий слон · e6 білий кінь · f6 чорний король · g6 чорний слон · d5 білий пішак · f5 чорний пішак · h4 чорний пішак · a2 білий пішак · b2 білий пішак · d2 чорна тура · e2 чорна тура · h2 білий пішак · f1 біла тура · h1 білий король | a7 чорний пішак · b7 чорний пішак · e7 біла тура · h7 чорний пішак · d6 білий слон · e6 білий кінь · f6 чорний король · g6 чорний слон · d5 білий пішак · f5 чорний пішак · h4 чорний пішак · a2 білий пішак · b2 білий пішак · d2 чорна тура · e2 чорна тура · h2 білий пішак · f1 біла тура · h1 білий король | a7 чорний пішак · b7 чорний пішак · e7 біла тура · h7 чорний пішак · d6 білий слон · e6 білий кінь · f6 чорний король · g6 чорний слон · d5 білий пішак · f5 чорний пішак · h4 чорний пішак · a2 білий пішак · b2 білий пішак · d2 чорна тура · e2 чорна тура · h2 білий пішак · f1 біла тура · h1 білий король | a7 чорний пішак · b7 чорний пішак · e7 біла тура · h7 чорний пішак · d6 білий слон · e6 білий кінь · f6 чорний король · g6 чорний слон · d5 білий пішак · f5 чорний пішак · h4 чорний пішак · a2 білий пішак · b2 білий пішак · d2 чорна тура · e2 чорна тура · h2 білий пішак · f1 біла тура · h1 білий король | a7 чорний пішак · b7 чорний пішак · e7 біла тура · h7 чорний пішак · d6 білий слон · e6 білий кінь · f6 чорний король · g6 чорний слон · d5 білий пішак · f5 чорний пішак · h4 чорний пішак · a2 білий пішак · b2 білий пішак · d2 чорна тура · e2 чорна тура · h2 білий пішак · f1 біла тура · h1 білий король | a7 чорний пішак · b7 чорний пішак · e7 біла тура · h7 чорний пішак · d6 білий слон · e6 білий кінь · f6 чорний король · g6 чорний слон · d5 білий пішак · f5 чорний пішак · h4 чорний пішак · a2 білий пішак · b2 білий пішак · d2 чорна тура · e2 чорна тура · h2 білий пішак · f1 біла тура · h1 білий король | a7 чорний пішак · b7 чорний пішак · e7 біла тура · h7 чорний пішак · d6 білий слон · e6 білий кінь · f6 чорний король · g6 чорний слон · d5 білий пішак · f5 чорний пішак · h4 чорний пішак · a2 білий пішак · b2 білий пішак · d2 чорна тура · e2 чорна тура · h2 білий пішак · f1 біла тура · h1 білий король | 3 |
| 2 | a7 чорний пішак · b7 чорний пішак · e7 біла тура · h7 чорний пішак · d6 білий слон · e6 білий кінь · f6 чорний король · g6 чорний слон · d5 білий пішак · f5 чорний пішак · h4 чорний пішак · a2 білий пішак · b2 білий пішак · d2 чорна тура · e2 чорна тура · h2 білий пішак · f1 біла тура · h1 білий король | a7 чорний пішак · b7 чорний пішак · e7 біла тура · h7 чорний пішак · d6 білий слон · e6 білий кінь · f6 чорний король · g6 чорний слон · d5 білий пішак · f5 чорний пішак · h4 чорний пішак · a2 білий пішак · b2 білий пішак · d2 чорна тура · e2 чорна тура · h2 білий пішак · f1 біла тура · h1 білий король | a7 чорний пішак · b7 чорний пішак · e7 біла тура · h7 чорний пішак · d6 білий слон · e6 білий кінь · f6 чорний король · g6 чорний слон · d5 білий пішак · f5 чорний пішак · h4 чорний пішак · a2 білий пішак · b2 білий пішак · d2 чорна тура · e2 чорна тура · h2 білий пішак · f1 біла тура · h1 білий король | a7 чорний пішак · b7 чорний пішак · e7 біла тура · h7 чорний пішак · d6 білий слон · e6 білий кінь · f6 чорний король · g6 чорний слон · d5 білий пішак · f5 чорний пішак · h4 чорний пішак · a2 білий пішак · b2 білий пішак · d2 чорна тура · e2 чорна тура · h2 білий пішак · f1 біла тура · h1 білий король | a7 чорний пішак · b7 чорний пішак · e7 біла тура · h7 чорний пішак · d6 білий слон · e6 білий кінь · f6 чорний король · g6 чорний слон · d5 білий пішак · f5 чорний пішак · h4 чорний пішак · a2 білий пішак · b2 білий пішак · d2 чорна тура · e2 чорна тура · h2 білий пішак · f1 біла тура · h1 білий король | a7 чорний пішак · b7 чорний пішак · e7 біла тура · h7 чорний пішак · d6 білий слон · e6 білий кінь · f6 чорний король · g6 чорний слон · d5 білий пішак · f5 чорний пішак · h4 чорний пішак · a2 білий пішак · b2 білий пішак · d2 чорна тура · e2 чорна тура · h2 білий пішак · f1 біла тура · h1 білий король | a7 чорний пішак · b7 чорний пішак · e7 біла тура · h7 чорний пішак · d6 білий слон · e6 білий кінь · f6 чорний король · g6 чорний слон · d5 білий пішак · f5 чорний пішак · h4 чорний пішак · a2 білий пішак · b2 білий пішак · d2 чорна тура · e2 чорна тура · h2 білий пішак · f1 біла тура · h1 білий король | a7 чорний пішак · b7 чорний пішак · e7 біла тура · h7 чорний пішак · d6 білий слон · e6 білий кінь · f6 чорний король · g6 чорний слон · d5 білий пішак · f5 чорний пішак · h4 чорний пішак · a2 білий пішак · b2 білий пішак · d2 чорна тура · e2 чорна тура · h2 білий пішак · f1 біла тура · h1 білий король | 2 |
| 1 | a7 чорний пішак · b7 чорний пішак · e7 біла тура · h7 чорний пішак · d6 білий слон · e6 білий кінь · f6 чорний король · g6 чорний слон · d5 білий пішак · f5 чорний пішак · h4 чорний пішак · a2 білий пішак · b2 білий пішак · d2 чорна тура · e2 чорна тура · h2 білий пішак · f1 біла тура · h1 білий король | a7 чорний пішак · b7 чорний пішак · e7 біла тура · h7 чорний пішак · d6 білий слон · e6 білий кінь · f6 чорний король · g6 чорний слон · d5 білий пішак · f5 чорний пішак · h4 чорний пішак · a2 білий пішак · b2 білий пішак · d2 чорна тура · e2 чорна тура · h2 білий пішак · f1 біла тура · h1 білий король | a7 чорний пішак · b7 чорний пішак · e7 біла тура · h7 чорний пішак · d6 білий слон · e6 білий кінь · f6 чорний король · g6 чорний слон · d5 білий пішак · f5 чорний пішак · h4 чорний пішак · a2 білий пішак · b2 білий пішак · d2 чорна тура · e2 чорна тура · h2 білий пішак · f1 біла тура · h1 білий король | a7 чорний пішак · b7 чорний пішак · e7 біла тура · h7 чорний пішак · d6 білий слон · e6 білий кінь · f6 чорний король · g6 чорний слон · d5 білий пішак · f5 чорний пішак · h4 чорний пішак · a2 білий пішак · b2 білий пішак · d2 чорна тура · e2 чорна тура · h2 білий пішак · f1 біла тура · h1 білий король | a7 чорний пішак · b7 чорний пішак · e7 біла тура · h7 чорний пішак · d6 білий слон · e6 білий кінь · f6 чорний король · g6 чорний слон · d5 білий пішак · f5 чорний пішак · h4 чорний пішак · a2 білий пішак · b2 білий пішак · d2 чорна тура · e2 чорна тура · h2 білий пішак · f1 біла тура · h1 білий король | a7 чорний пішак · b7 чорний пішак · e7 біла тура · h7 чорний пішак · d6 білий слон · e6 білий кінь · f6 чорний король · g6 чорний слон · d5 білий пішак · f5 чорний пішак · h4 чорний пішак · a2 білий пішак · b2 білий пішак · d2 чорна тура · e2 чорна тура · h2 білий пішак · f1 біла тура · h1 білий король | a7 чорний пішак · b7 чорний пішак · e7 біла тура · h7 чорний пішак · d6 білий слон · e6 білий кінь · f6 чорний король · g6 чорний слон · d5 білий пішак · f5 чорний пішак · h4 чорний пішак · a2 білий пішак · b2 білий пішак · d2 чорна тура · e2 чорна тура · h2 білий пішак · f1 біла тура · h1 білий король | a7 чорний пішак · b7 чорний пішак · e7 біла тура · h7 чорний пішак · d6 білий слон · e6 білий кінь · f6 чорний король · g6 чорний слон · d5 білий пішак · f5 чорний пішак · h4 чорний пішак · a2 білий пішак · b2 білий пішак · d2 чорна тура · e2 чорна тура · h2 білий пішак · f1 біла тура · h1 білий король | 1 |
|   | a | b | c | d | e | f | g | h |   |

Четвертий чемпіонат світу з шахів був проведений у Гавані з 1 січня по 28 лютого 1892 року. Чинний чемпіон світу Вільям Стейніц з невеликою різницею переміг претендента Михайла Чигоріна.

## Результати
Матч складався з двадцяти ігор; перший гравець, щоб набирав 10 ½ або вигравав десять партій, вигравав чемпіонат. У випадку нічиї 10-10 гравці мали продовжувати, поки хтось не виграє десять ігор. Якщо це доходило до нічиєї з дев'яти ігор, Стейніц зберігав би титул.
|                                     | 1 | 2 | 3 | 4 | 5 | 6 | 7 | 8 | 9 | 10 | 11 | 12 | 13 | 14 | 15 | 16 | 17 | 18 | 19 | 20 | 21 | 22 | 23 | Очки | Перемоги |
| ----------------------------------- | - | - | - | - | - | - | - | - | - | -- | -- | -- | -- | -- | -- | -- | -- | -- | -- | -- | -- | -- | -- | ---- | -------- |
| Михайло Чигорін (Російська імперія) | 1 | ½ | ½ | 0 | ½ | 0 | 1 | 1 | ½ | 1  | 0  | 1  | 0  | 0  | 1  | 0  | 1  | 0  | 1  | 0  | ½  | 0  | 0  | 10 ½ | 8        |
| Вільям Стейніц (Сполучені Штати)    | 0 | ½ | ½ | 1 | ½ | 1 | 0 | 0 | ½ | 0  | 1  | 0  | 1  | 1  | 0  | 1  | 0  | 1  | 0  | 1  | ½  | 1  | 1  | 12 ½ | 10       |

Рахунок був 10-10 після двадцяти ігор, тож гравці продовжували доти, доки хтось не виграв десять ігор.